# هالیوا (هاوایی)
هالیوا (به انگلیسی: Haleiwa) یک منطقهٔ مسکونی در ایالات متحده آمریکا است. هالیوا ۷٫۷ کیلومتر مربع مساحت و ۳٬۹۷۰ نفر جمعیت دارد و ۳٫۶۶ متر بالاتر از سطح دریا واقع شده‌است.